# Jaktorów
Jaktorów è un comune rurale polacco del distretto di Grodzisk Mazowiecki, nel voivodato della Masovia.
Ricopre una superficie di 55,24 km² e nel 2006 contava 10 090 abitanti.